# UEFA Futsal Championship 2026
Il campionato europeo di calcio a 5 2026 sarà la 13ª edizione del torneo e si svolgerà in Lettonia e Lituania.

## Squadre qualificate
| Qualificate | In qualità di  | Data | Pres. | Ult. | Miglior risultato |
| ----------- | -------------- | ---- | ----- | ---- | ----------------- |
| Lettonia    | Organizzatrice |      | ª     |      |                   |
| Lituania    | Organizzatrice |      | ª     |      |                   |